# Кохтла-Ярве

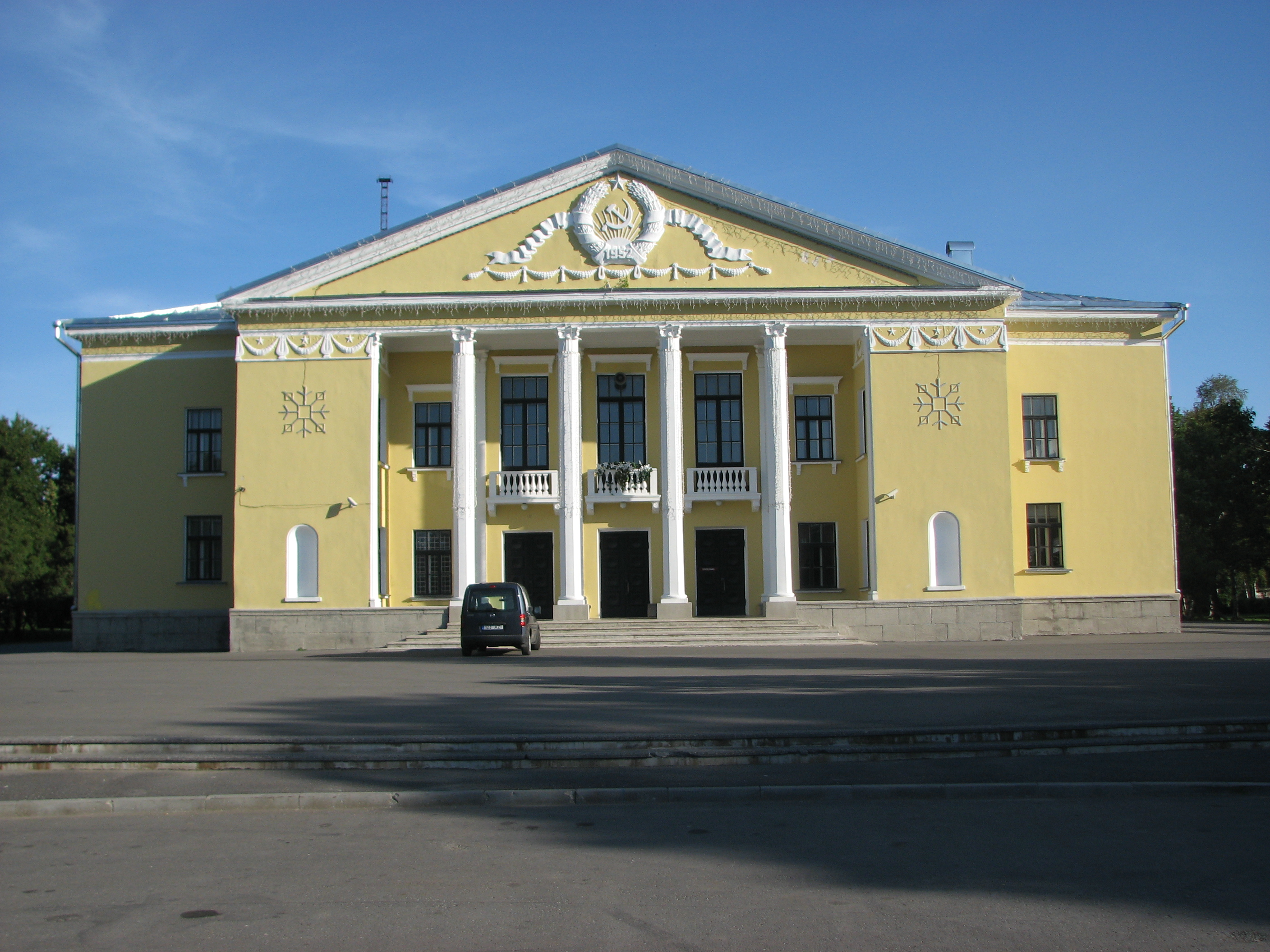
Будинок культури в Кохтла-Ярве

Ко́хтла-Я́рве (ест. Kohtla-Järve) (з 1946 р.) — місто на північному сході Естонії. Розташоване на сланцевих покладах, видобуток якого є основним видом діяльності в місті. Значний розвиток отримали в місті і галузі промисловості, не пов'язані з сланцем — виробництво будівельних матеріалів, швейне виробництво, металообробка.

## Географія
Місто Кохтла-Ярве знаходиться на північному сході Естонії, у повіті Іда-Вірумаа, поблизу Талліннсько-Нарвської залізниці. Площа — 46 квадратних кілометра. Складається з шести окремо розташованих частин міста: Агтме, Війвіконна, Кукрузе, Ору, Сомпа та Ярве. Район Агтме розташований на південь від центру повіту і складається з Агтме, Пуру, Ійдла і Тамміку. Великі промислові підприємства (видобуток сланцю, електростанція, комбінат будматеріалів) знаходяться у південно-східному Старому Агтме. Між Агтме і Йихві розташований житловий район Ійдла.

## Історія
Кохтла-Ярве отримав статус міста трохи більше ніж півстоліття тому. Однак поселення на його території існувало давно. Так, до 1241 року відноситься перша згадка в Данській поземельній книзі про село Ярве (там воно називається Jeruius). Нинішня частина міста Кукрузе вперше згадується також в 1241 (Kukarus), а Сомпа — в 1420 році (Soenpe). Найімовірніше, на місці нинішнього Кохтла-Ярве так і не виникло б міста, якби не горючий сланець, поклади якого в місцевих краях досить значні. Образно кажучи, горючий сланець — це «тверда нафта». Про те, що цей камінь може горіти, місцеві жителі знали давно. Існують легенди, які розповідають про те, яким чином це було помічено. Згідно з однією з них, колись у давні часи пастухи, розпалюючи багаття, мали звичай викладати навколо них кільце з каменів. Зазвичай для цього використовували вапняк, але одного разу скористалися жовтувато-коричневими камінням, яких виявилося чимало в тому місці. Пастухам важко було повірити своїм очам, коли вони побачили, як спекотно ці камені палають разом з дровами. За іншою легендою якийсь селянин збудував собі лазню зі сланцю. Варто було розтопити її, як загорілися стіни — на превеликий подив селянина і всіх сусідів.
Однак довгий час сланець залишався в очах місцевого населення всього лиш дивним курйозом, який не мав практичного значення. Використовувати його як паливо не було потреби, адже навколо вистачало лісів. До того ж палаючий сланець виділяє занадто багато кіптяви.

## Уродженці
- Хейно Мандрі (1922—1990) — естонський радянський актор театру і кіно
- Волков Сергій Віталійович (* 1981) — російський хокеїст.
- Надія Чорнобай (1985—2015) — естонська художниця, член Естонської спілки живописців.
- Володін Олександр Олександрович (* 1990) — естонський шахіст.